# Pál Frigyes mecklenburg–schwerini nagyherceg
Pál Frigyes (Ludwigslust, 1800. szeptember 15. – Schwerin, 1842. március 7.) Mecklenburg-Schwerin  nagyhercege (1837-1842).

## Élete
1818-tól Jénában majd Rostockban tanult.
Az apja halálával, 1819. november 29-én, trónörökös (Erbgroßherzog) lett.
1837-ben a hercegi székhelyet visszahelyezte Ludwigslustból Schwerinbe.

## Emlékezete
A schwerini városrész Paulsstadt és a Schwerini-tóban 1842-ben épült Paulsdamm a nevét Pál Frigyesről kapta.

## Fordítás
- Ez a szócikk részben vagy egészben  a   Paul Friedrich (Mecklenburg) című német Wikipédia-szócikk fordításán alapul.  Az eredeti cikk szerkesztőit annak laptörténete sorolja fel. Ez a jelzés csupán a megfogalmazás eredetét és a szerzői jogokat jelzi, nem szolgál a cikkben szereplő információk forrásmegjelöléseként.